# 松平宗長
松平 宗長（まつだいら むねなが）は、江戸時代中期の大名。越前国高森藩初代藩主。官位は従五位下・兵庫頭、内膳正。

## 生涯
松平資俊の三男として誕生。
5代将軍綱吉の生母である桂昌院が大伯母に当たることから、縁故で中奥の御小姓に取り立てられる。
宝永2年（1705年）、高森藩主・松平頼職が本家の紀州藩を継ぐこととなったため、高森藩領は収公されることとなった。この際に桂昌院の遺言もあって宗長は大名として取り立てられ、高森藩2万石を与えられた。
しかし在任僅か4年後の宝永6年（1709年）11月20日に死去した。享年23。跡を弟・宗胡が継いだ。